# Acidaminococcaceae
Acidaminococcaceae è una famiglia di batteri appartenente all'ordine Clostridiales.
Comprende i seguenti generi: 
- Acetonema
- Acidaminococcus
- Allisonella
- Anaeroarcus
- Anaeroglobus
- Anaeromusa
- Anaerosinus
- Anaerovibrio
- Centipeda
- Dendrosporobacter
- Dialister
- Megasphaera
- Mitsuokella
- Papillibacter
- Pectinatus
- Phascolarctobacterium
- Propionispira
- Propionispora
- Quinella
- Schwartzia
- Selenomonas
- Sporomusa
- Succiniclasticum
- Succinispira
- Thermosinus
- Veillonella
- Zymophilus